# Laura Allen
Pour l'actrice pornographique, voir Amber Lynn.
Laura Allen est une actrice américaine née le 21 mars 1974 à Portland, dans l'Oregon (États-Unis).

## Biographie
Elle est diplômée du Wellesley College où elle a étudié la sociologie et la criminologie, Laura Allen a ensuite travaillé au NYPD en tant que conseillère sur la violence domestique. 

### Vie privée
Elle est mariée à Bruce Weyman depuis 2006. Leur premier enfant, Harper Edward Weyman, est né le 3 septembre 2008. Ils ont un autre fils.

## Carrière
Elle débute en 2000 dans un pilote pour la Fox de la série The Street et un peu plus tard, elle fut choisie pour le rôle de Laura Kirk English dans la série d'ABC La Force du destin. Elle a tenu le rôle principal féminin pour le pilote de Sucker Free City de Spike Lee et celui de Lily Moore Tyler dans la série Les 4400.
Au cinéma, on a pu la voir en 2003 dans Le Sourire de Mona Lisa aux côtés de Julia Roberts et Kirsten Dunst.

## Filmographie

### Cinéma

#### Longs métrages
- 2003 : Le Sourire de Mona Lisa (Mona Lisa Smile) de Mike Newell : Susan Delacorte
- 2005 : How You Look to Me de J. Miller Tobin : Jane Carol Webb
- 2008 : Inside (From Within) de Phedon Papamichael : Trish
- 2008 : The Collective de Judson Pearce Morgan et Kelly Overton : Clare
- 2009 : Les 2 font la père (Old Dogs) de Walt Becker : Kelly
- 2010 : Cherry de Jeffrey Fine : Linda
- 2010 : Hysteria de Frank Lin : Erin
- 2014 : Clown de Jon Watts : Meg McCoy
- 2017 : Tulip Fever de Justin Chadwick : Buxom Wench
- 2018 : The Tale de Jennifer Fox : Nettie jeune

#### Courts métrages
- 2003 : A Tale of Two de Coleman Hough : Une femme
- 2013 : Red Car de Steven Wilsey : Marilyn
- 2018 : Unspeakable de Milena Govich : Marie Deguire
- 2019 : One Foot In Front de Kelsie Adams : La mère
- 2020 : Last Looks de Renee J. Vaca : L'amie

### Télévision

#### Séries télévisées
- 2000 : The Street : Jennifer
- 2000 - 2002 : La Force du destin (All My Children) : Laura Kirk English du Pres
- 2004 : Cold Case : Affaires classées (Cold Case) : Vanessa Prosser
- 2004 : North Shore : Hôtel du Pacifique (North Shore) : Monique
- 2004 - 2005 / 2007 : Les 4400 (The 4400) : Lily Moore Tyler
- 2006 : Dr House : Sarah Alston
- 2007 : Esprits criminels (Criminal Minds) : Bobbi Baird
- 2007 : New York, unité spéciale (Law and Order : Special Victims Unit) : Cass Magnall (saison 9, épisode 1)
- 2007 - 2008 : Dirt  : Julia Mallory
- 2009 : Grey's Anatomy : Beth Whitman
- 2009 : Les experts : Miami (CSI : Miami) : Sondra Moore
- 2010 : Terriers : Katie Nichols
- 2012 : Awake : Hannah
- 2013 : Ravenswood : Rochelle Matheson
- 2014 : NCIS : Nouvelle-Orléans (NCIS : New Orleans) : Katherine Wilson
- 2016 : Esprits criminels : Unité sans frontières (Criminal Minds : Beyond Borders) : Emily Wagner
- 2017 : American Horror Story : Cult : Rosie
- 2017 : Wisdom : Tous contre le crime (Wisdom of the Crowd) : Détective Shelly Walsh
- 2018 : Hap and Leonard : Officier Reynolds
- 2018 - 2019 : 9-1-1 : Marcy Nash
- 2019 : Suits : Avocats sur mesure (Suits) : Annabelle
- 2019 - 2021 : Truth Be Told : Le Poison de la vérité (Truth Be Told) : Alana Cave

#### Téléfilms
- 2004 : Sucker Free City de Spike Lee : Samantha Wade
- 2013 : Secret Lives of Husbands and Wives de Mark Pellington : Alison Dunn
- 2014 : Une inquiétante baby-sitter (Nanny Cam) de Nancy Leopardi : Linda Kessler